# Alexandru Flechtenmacher
Alexandru Adolf Flechtenmacher, né le 23 décembre 1823 à Iași en Moldavie  et mort le 28 janvier 1898 à Bucarest en Roumanie,  était un musicien et compositeur moldave d'origine allemande-saxonne qui entendait créer « un style propre de musique roumaine ».
Violoniste, professeur, compositeur et chef d'orchestre, il a dirigé  successivement les théâtres de Iași, Bucarest et Craiova,  et composé la première  opérette roumaine, Baba Hârca ("Baba la Vieille sorcière",  présentée pour la première fois au Théâtre national de Iași le 26 décembre 1848). 
Alexandru Flechtenmacher a également composé de nombreuses de pièces instrumentales et orchestrales dont une Ouverture nationale (Vienne, 1846).

## Œuvres majeures
- Baba Hârca ("Baba la Vieille sorcière"), opérette-vaudeville en deux actes sur un livret de Matei Millo (Iași, 1848)
- Doi țărani și cinci cârlani ("Deux paysans et cinq poulains"), vaudeville, livret de Constantin Negruzzi, (Iași, 1848)
- Barbu Lăutarul ("Barbu le violoneux"), livret de Vasile Alecsandri, (Iași, 1850, 1854)
- Scara mâței ("Echelle à chats"), vaudeville, livret de Iacob Mureșianu (Iași, 1850)
- Coana Chirița sau două fete și-o neneacă ("Coana Chirița ou : 'deux filles et une mère'"), vaudeville, sur la comédie de Vasile Alecsandri, Chirița în Iași; sau, Două fete ș-o neneacă.
- Întoarcerea Coanei Chirița sau Coana Chirița în provincie ("Le  retour de Coana Chirița ou : 'Coana Chirița en province'"), vaudeville, livret de Vasile Alecsandri, (Iași, 1850)
- Banii, Gloria și Amorul ("Argent, gloire et amour"), vaudeville, (Bucarest, 1861)
- Răzvan și Vidra ("Razvan et Vidra"), Drame historique en 5 actes, sur un texte de Bogdan Petriceicu Hasdeu, (Bucarest, 1867)
- Fata de la Cozia ("La Fille de Cozia"), Opéra en trois actes sur un texte de Dimitrie Bolintineanu (inachevé, 1870)